# Johann Gerhard (Mediziner)

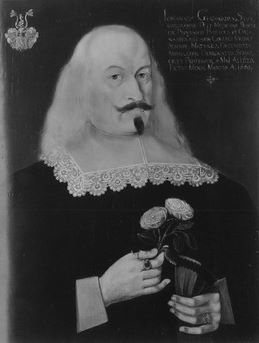
Johann Gerhard auf einem Bild von 1650 in der Tübinger Professorengalerie

Johann Gerhard (* 27. Dezember 1599 in Stuttgart; † 31. Dezember 1657 in Tübingen) war ein deutscher Arzt sowie Professor und Rektor an der Universität Tübingen.

## Leben
Johann Gerhard immatrikulierte sich 1617 an der Universität Tübingen. Er absolvierte erst ein Studium an der Philosophischen Fakultät dann ein Studium der Medizin. 1625 wurde er zum Dr. med. promoviert. Er arbeitete anfangs als praktischer Arzt. 1626 bis 1657 war er ordentlicher Professor für Medizin in Tübingen. 1633, 1637, 1641, 1646 und 1649 war er Rektor der Universität Tübingen. Sein Porträt hängt in der Tübinger Professorengalerie.